# U-2513
U-2513 — немецкая «электролодка» типа XXI времён Второй мировой войны, построенная на верфи Blohm und Voss.
В конце войны U-2513 командовал Эрих Топп. 27 апреля 1945 года лодка капитулировала в норвежском городе Хортене.
После войны лодка была использована Соединёнными Штатами Америки.
5 декабря 1947 года президент США Гарри Трумэн во время своего визита в Ки-Уэст
стал первым президентом, который путешествовал на подводной лодке.
2 сентября 1951 года, после исключения из состава флота лодку было приказано затопить. 7 октября того же года U-2513 затонула западнее Ки-Уэст в результате обстрела ракетами с борта эсминца USS Robert A. Owens (DD-827).
Остов подводной лодки находится в районе с координатами 24°52,02′ с. ш. 83°18,59′ з. д..